# Morvillars
Morvillars [mɔʁvilaʁ] est une commune française située dans le département du Territoire de Belfort, la région culturelle et historique de Franche-Comté et la région administrative Bourgogne-Franche-Comté. Elle fait partie du canton de Grandvillars.
Ses habitants sont appelés les Morvellais.

## Géographie

### Localisation
Le village, situé entre Bourogne et Grandvillars, est traversé par la route RN 19.
 Il est aussi traversé par la ligne de chemin de fer qui relie Belfort à Delle : dans la commune de Morvillars, la halte a un seul quai pour les deux sens de circulation des trains, et accessible depuis le parking adjacent par quelques marches ou un par un plan incliné utilisable pour les valises à roulettes et les PMR.

### Hydrographie
Le territoire de la commune de Morvillars est traversé par la rivière l'Allaine, et est bordé sur une courte distance par le canal du Rhône au Rhin.

### Climat
Pour des articles plus généraux, voir Climat de la Bourgogne-Franche-Comté et Climat du Territoire de Belfort.
En 2010, le climat de la commune est de type climat de montagne, selon une étude du Centre national de la recherche scientifique s'appuyant sur une série de données couvrant la période 1971-2000. En 2020, Météo-France publie une typologie des climats de la France métropolitaine dans laquelle la commune est exposée à un climat semi-continental et est dans la région climatique  Vosges, caractérisée par une pluviométrie très élevée (1 500 à 2 000 mm/an) en toutes saisons et un hiver rude (moins de 1 °C).
Pour la période 1971-2000, la température annuelle moyenne est de 9,7 °C, avec une amplitude thermique annuelle de 17,5 °C. Le cumul annuel moyen de précipitations est de 1 180 mm, avec 12 jours de précipitations en janvier et 10,4 jours en juillet. Pour la période 1991-2020, la température moyenne annuelle observée sur la station météorologique de Météo-France la plus proche, « Joncherey », sur la commune de Joncherey à 5 km à vol d'oiseau, est de 10,5 °C et le cumul annuel moyen de précipitations est de 1 086,9 mm. 
La température maximale relevée sur cette station est de 39 °C, atteinte le 7 août 2015 ; la température minimale est de −25 °C, atteinte le 7 janvier 1985,,.
Les paramètres climatiques de la commune ont été estimés pour le milieu du siècle (2041-2070) selon différents scénarios d'émission de gaz à effet de serre à partir des nouvelles projections climatiques de référence DRIAS-2020. Ils sont consultables sur un site dédié publié par Météo-France en novembre 2022.

## Urbanisme

### Typologie
Au 1er janvier 2024, Morvillars est catégorisée petite ville, selon la nouvelle grille communale de densité à sept niveaux définie par l'Insee en 2022.
Elle appartient à l'unité urbaine de Montbéliard, une agglomération inter-départementale regroupant 25  communes, dont elle est une commune de la banlieue,,. Par ailleurs la commune fait partie de l'aire d'attraction de Belfort, dont elle est une commune de la couronne,. Cette aire, qui regroupe 91 communes, est catégorisée dans les aires de 50 000 à moins de 200 000 habitants,.

### Occupation des sols
L'occupation des sols de la commune, telle qu'elle ressort de la base de données européenne d’occupation biophysique des sols Corine Land Cover (CLC), est marquée par l'importance des forêts et milieux semi-naturels (43,6 % en 2018), en diminution par rapport à 1990 (45,1 %). La répartition détaillée en 2018 est la suivante : 
forêts (40,6 %), prairies (15,8 %), zones urbanisées (13,1 %), zones industrielles ou commerciales et réseaux de communication (12 %), zones agricoles hétérogènes (7,8 %), terres arables (7,7 %), milieux à végétation arbustive et/ou herbacée (3 %). L'évolution de l’occupation des sols de la commune et de ses infrastructures peut être observée sur les différentes représentations cartographiques du territoire : la carte de Cassini (XVIIIe siècle), la carte d'état-major (1820-1866) et les cartes ou photos aériennes de l'IGN pour la période actuelle (1950 à aujourd'hui).

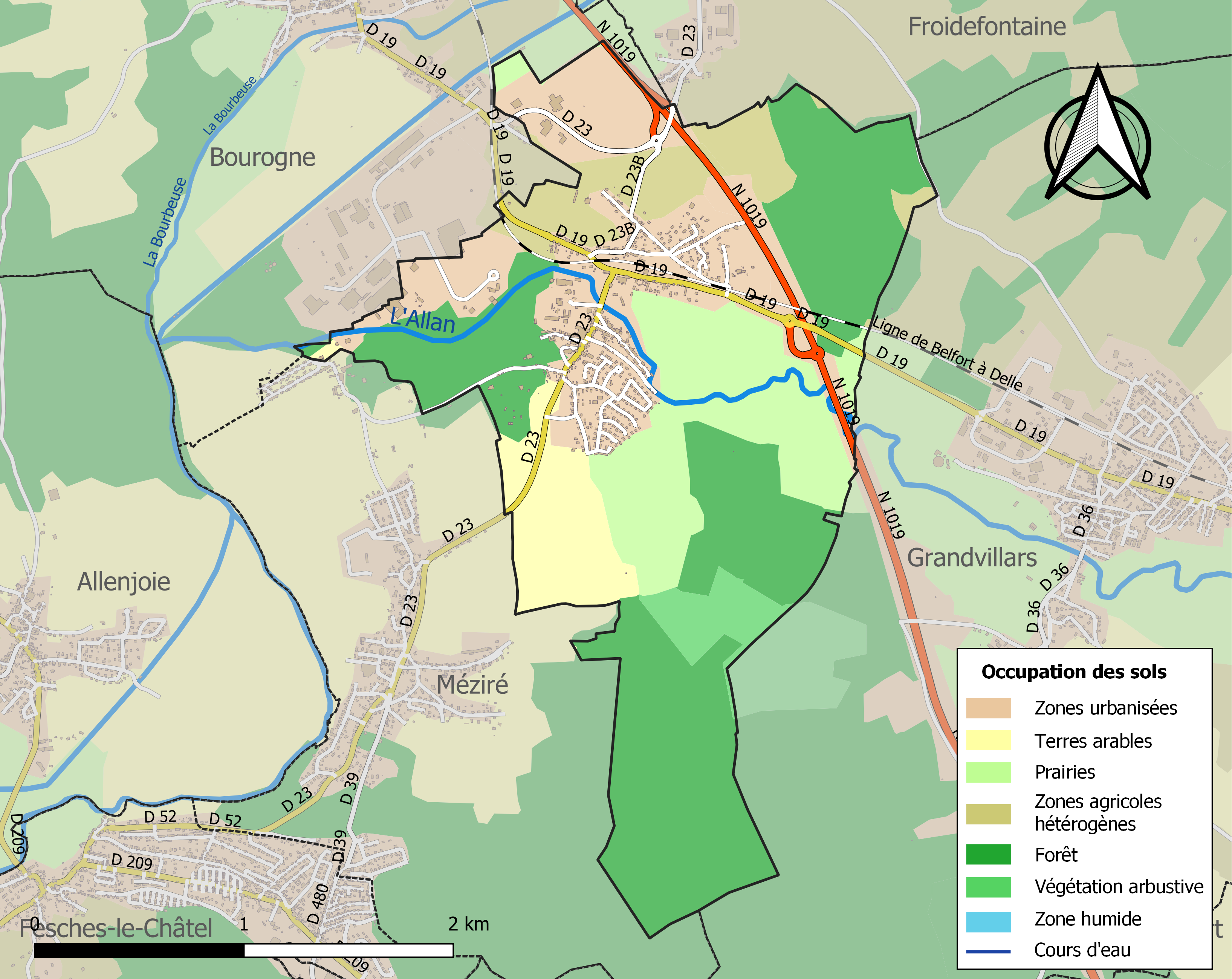
Carte des infrastructures et de l'occupation des sols de la commune en 2018 (CLC).

## Toponymie
- Morvilers (1222), Morviller et Mortviller (XVe siècle), Morswil (1576), Morvillard (1793).
- En allemand : Welsch-Morswiller[14].

## Histoire
Morvillars est cité pour la première fois en 1322 ; le village possède alors une église. En 1347, Jeanne de Montbéliard-Ferrette hérite de sa mère Jeanne de Montbéliard le fief de Morvillars-Méziré qui devient à partir de cette époque et jusqu'en 1648 une possession autrichienne. Le village est alors cité sous le nom germanisé de Welsch-Morschwiller.
À partir de la fin du XVIIe siècle, l'industrialisation de la région commence. Des forges et une tréfilerie sont construites par le seigneur du lieu, Pierre de la Basinière. Par la suite on trouve les noms de maîtres de forges comme Viellard et Migeon dans les sociétés industrielles de la région.
Il reste actuellement la société VMC-Pêche, Viellard Migeon et Compagnie, qui fabrique des hameçons depuis 1910, et quelques belles demeures de la fin du XIXe siècle comme le château Armand Viellard (voir photo) ou celui construit pour Léon Viellard, tous deux fils de Juvénal Viellard, une des grandes figures de l'histoire économique locale.
C'est dans ce château que fut retenu le maréchal Pétain que les Allemands avaient enlevé de Vichy. Arrivé à Belfort le 20 août 1944 où il était logé à l'hôtel de la Préfecture en compagnie de Pierre Laval, il fut transféré dès le 25 au château Viellard. Il en repartira le 8 septembre pour Sigmaringen.

## Politique et administration

### Liste des maires

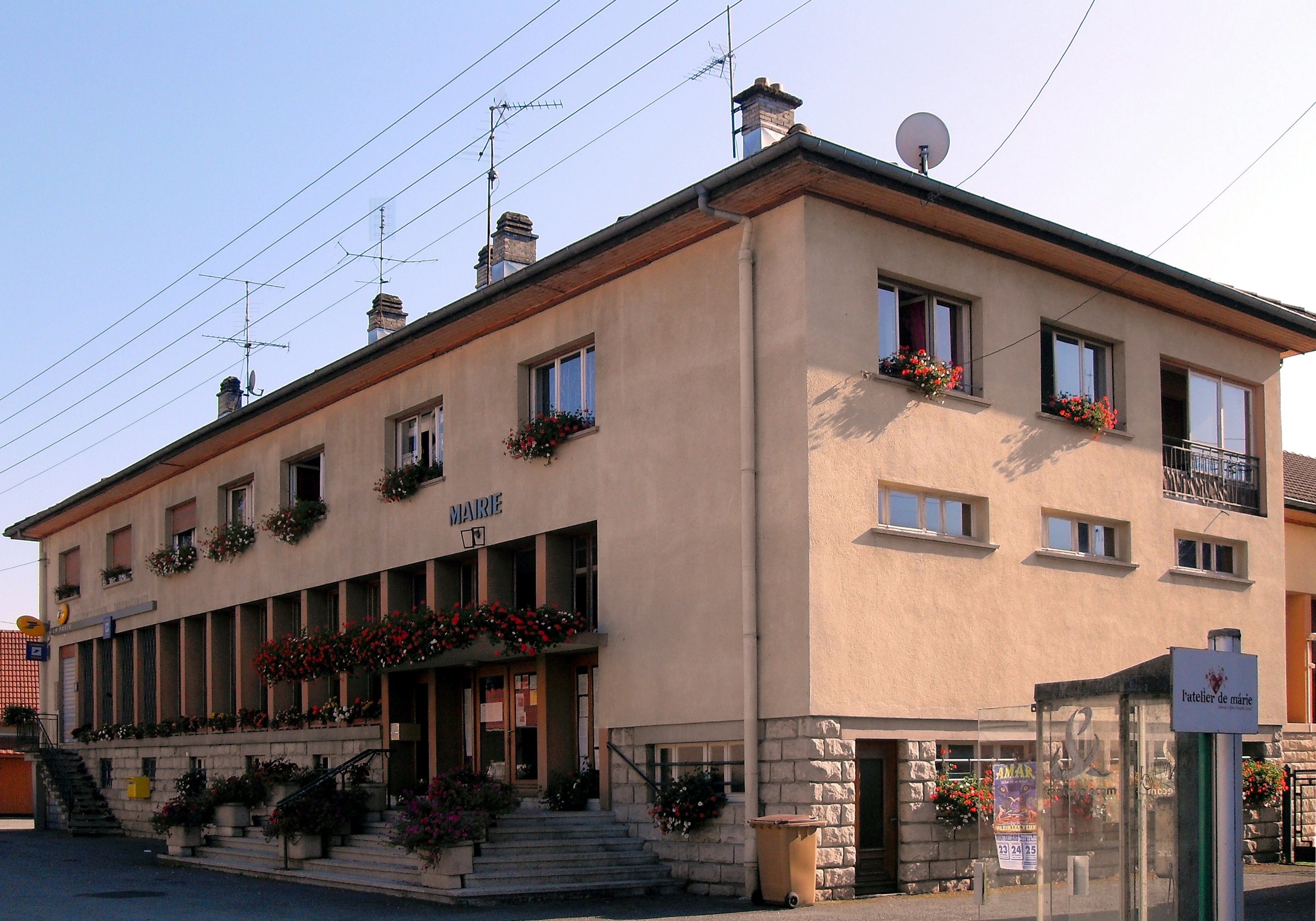
La mairie et la poste.

| Période                                  | Période  | Identité         | Étiquette            | Qualité                                                                                              |
| ---------------------------------------- | -------- | ---------------- | -------------------- | --- |
| Les données manquantes sont à compléter. |          |                  |                      | |
| 1964                                     | 2011     | Jean Monnier     | PS puis MDC puis MRC | Artisan serrurier Conseiller général de Grandvillars (1970 → 2008) Vice-président du conseil général |
| 2011                                     | En cours | Françoise Ravey, | DVD                  | |

## Population et société

### Démographie
L'évolution du nombre d'habitants est connue à travers les recensements de la population effectués dans la commune depuis 1793. Pour les communes de moins de 10 000 habitants, une enquête de recensement portant sur toute la population est réalisée tous les cinq ans, les populations de référence des années intermédiaires étant quant à elles estimées par interpolation ou extrapolation. Pour la commune, le premier recensement exhaustif entrant dans le cadre du nouveau dispositif a été réalisé en 2007.

En 2022, la commune comptait 1 098 habitants, en évolution de −2,05 % par rapport à 2016 (Territoire de Belfort : −2,78 %, France hors Mayotte : +2,11 %).
| 1793 | 1800 | 1806 | 1821 | 1831 | 1836 | 1841 | 1846 | 1851 |
| ---- | ---- | ---- | ---- | ---- | ---- | ---- | ---- | ---- |
| 374  | 317  | 395  | 343  | 330  | 359  | 420  | 585  | 562  |

| 1856 | 1861 | 1866 | 1872 | 1876 | 1881 | 1886 | 1891 | 1896 |
| ---- | ---- | ---- | ---- | ---- | ---- | ---- | ---- | ---- |
| 629  | 601  | 652  | 615  | 672  | 634  | 716  | 737  | 757  |

| 1901 | 1906 | 1911 | 1921 | 1926 | 1931 | 1936 | 1946 | 1954 |
| ---- | ---- | ---- | ---- | ---- | ---- | ---- | ---- | ---- |
| 791  | 772  | 821  | 731  | 720  | 713  | 697  | 630  | 723  |

| 1962 | 1968 | 1975  | 1982  | 1990  | 1999 | 2006  | 2007  | 2012  |
| ---- | ---- | ----- | ----- | ----- | ---- | ----- | ----- | ----- |
| 808  | 926  | 1 057 | 1 015 | 1 021 | 965  | 1 003 | 1 008 | 1 163 |

| 2017  | 2022  | - | - | - | - | - | - | - |
| ----- | ----- | - | - | - | - | - | - | - |
| 1 078 | 1 098 | - | - | - | - | - | - | - |

### Enseignement
- Collège Lucie-Aubrac.

L'hôpital le plus proche est l'hôpital Nord Franche-Comté situé entre Belfort et Montbéliard, à Trévenans,.

## Culture et patrimoine

### Lieux et monuments
- L'église Saint-Martin datant de 1886 avec son horloge[26] et un retable sculpté en 1683 par maître Jost François Hermann (sauvegardé de l'ancienne église).
- La nécropole nationale, de Morvillars, d'une superficie de 1 660 m2 et contenant les corps de 160 soldats[27] dont 156 morts lors de la Première Guerre mondiale et 4 lors de la Seconde Guerre mondiale[28].

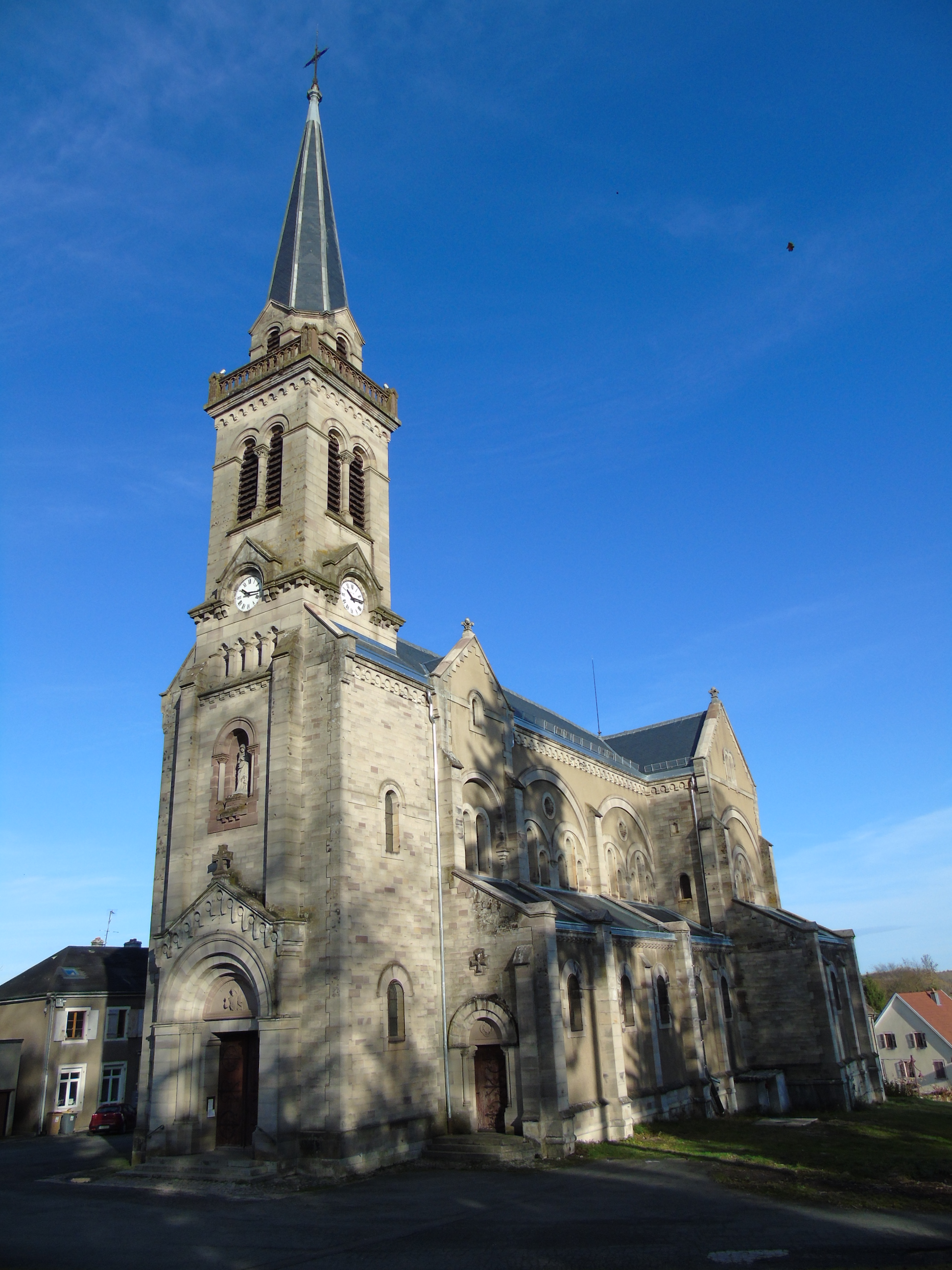
L'église Saint-Martin
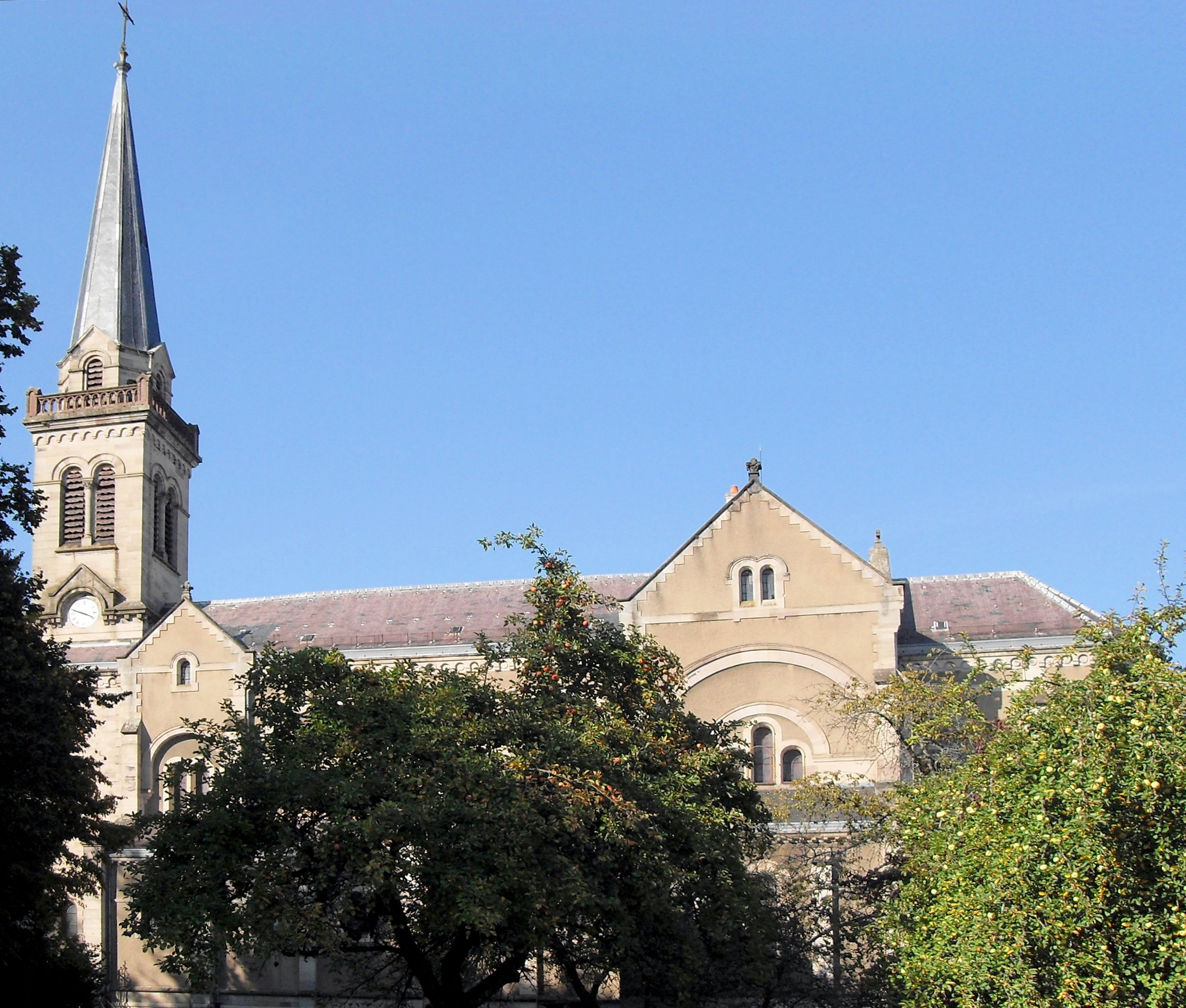
L'église Saint-Martin, côté sud.
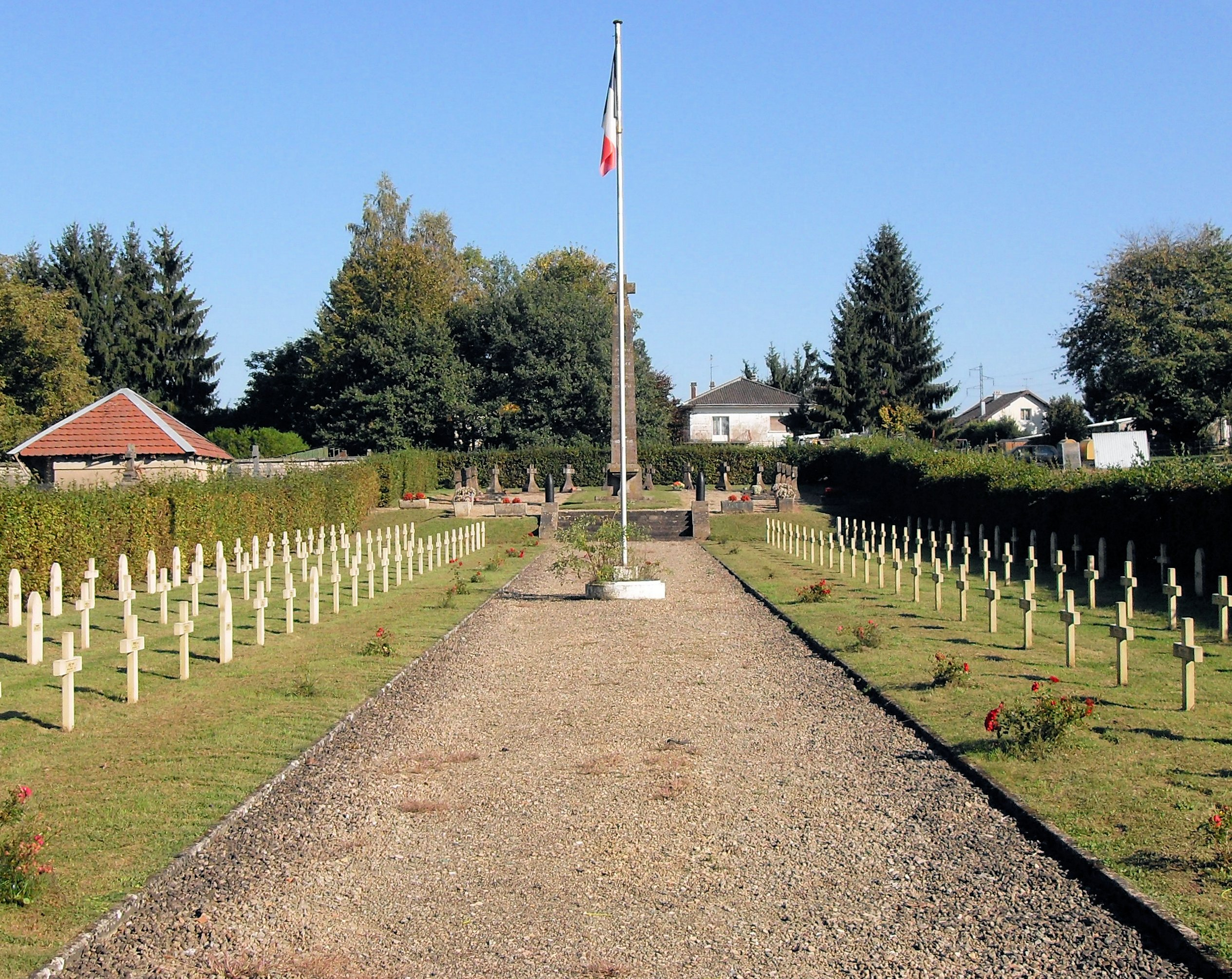
Cimetière militaire français de la Première Guerre mondiale.

### Personnalités liées à la commune
- Jean Maître (1861-1926), maître de forges à Morvillars, fut gérant de la société Viellard-Migeon. Catholique engagé, il est un des fondateurs du journal l'Éclair Comtois dont il préside le conseil d'administration, membre de l'Action Libérale Populaire et président de l'Union des Catholiques du Territoire de Belfort. Il fut conseiller général du canton de Delle et président de la Chambre de Commerce de Belfort[29].
- Olivier Nasti, originaire de Morvillars, chef-cuisinier au Chambard à Kaysersberg (2 étoiles au Michelin), meilleur ouvrier de France.
- Bruno Camozzi, pilote de trial moto, 13 fois champion de France depuis 1992, en championnat de France Expert.
- Christophe Camozzi, son frère, lui a pris son titre en 2005 (Bruno, vice-champion). Bruno l'a repris en 2006.

### Héraldique
|  | Les armes de la commune se blasonnent ainsi : D'azur aux trois écussons d'argent, chapé du même |

## Pour approfondir